# Le Franciscain de Bourges
Pour les articles homonymes, voir Franciscain (homonymie).
Le Franciscain de Bourges est un film français réalisé par Claude Autant-Lara et sorti en 1968.
Il s'agit d'une adaptation du récit éponyme inspiré de l'histoire du moine franciscain allemand Alfred Stanke pendant l’Occupation, publié en 1966 par Marc Toledano.

## Synopsis
En 1943, deux résistants, les frères Toledano, sont arrêtés, emprisonnés et torturés à la prison de Bourges. Aloïs Stanke, connu sous le nom de « frère Alfred », infirmier militaire allemand et frère franciscain, vient les soigner et les réconforter. Luttant contre la Gestapo, il tente de les faire évader.

## Fiche technique
- Titre : Le Franciscain de Bourges
- Réalisation : Claude Autant-Lara
- Scénario : Jean Aurenche et Pierre Bost
- Décors : Max Douy, Maurice Petri
- Photographie : Michel Kelber
- Son : Gérard Brisseau
- Montage : Madeleine Gug
- Musique : Antoine Duhamel
- Producteurs : Claude Autant-Lara, Ghislaine Auboin, Jean Le Duc, Alain Poiré
- Directeur de production : Robert Paillardon
- Sociétés de production : Société Nouvelle des Établissements Gaumont, SOPAC (Société de Production Artisanale Cinématographique)
- Société de distribution : Gaumont
- Tournage : du 2 octobre au 14 novembre 1967
- Pays de production :  France
- Langue originale : français
- Format : couleur - 35 mm - son mono - ratio : 1,66:1
- Genre : drame
- Durée : 110 minutes
- Date de sortie : France - 29 mars 1968

## Distribution
- Hardy Krüger : le frère Alfred Stanke
- Jean-Pierre Dorat : Marc Toledano
- Gérard Berner : Yves Toledano
- Christian Barbier : l’abbé Barret
- Suzanne Flon : Mme Toledano
- Simone Valère : Mme Magnol
- Michel Vitold : François Magnol
- Jean Desailly : M. Toledano
- Béatrix Dussane : la dame élégante
- Annick Allières : Mme Desgeorges
- Nicole Chollet : Clara
- Max Doria : le gardien-chef
- Jacques Ferrière : M. Desgeorges
- Sylvain Joubert : Lucien
- Reinhard Kolldehoff : Basedow
- Rudy Lenoir : l'Allemand à l'accueil
- André Kronefeld : le directeur de la prison
- Marco Sauer : le chef de la Gestapo
- Claude Vernier : Schulz
- Ramón Iglesias : Paoli
- Wolfgang Sauer : l'officier au dossier
- Jean-Pierre Hercé : Jean-Pierre
- Karl Schönböck : Schlein
- Denis Develoux : Serge
- Jacques Échantillon
- Nadine Servan
- Bruno Garcin